# Heliconilla
Genre
Heliconilla est un genre d'araignées aranéomorphes de la famille des Zodariidae.

## Distribution
Les espèces de ce genre se rencontrent en Asie du Sud-Est et en Chine.

## Liste des espèces
Selon World Spider Catalog (version 17.5, 18/10/2016) :
- Heliconilla aculeata Dankittipakul, Jocqué & Singtripop, 2012
- Heliconilla cochleata Dankittipakul, Jocqué & Singtripop, 2012
- Heliconilla crassa Dankittipakul, Jocqué & Singtripop, 2012
- Heliconilla furcata Dankittipakul, Jocqué & Singtripop, 2012
- Heliconilla globularis Dankittipakul, Jocqué & Singtripop, 2012
- Heliconilla irrorata (Thorell, 1887)
- Heliconilla mesopetala Dankittipakul, Jocqué & Singtripop, 2012
- Heliconilla oblonga (Zhang & Zhu, 2009)
- Heliconilla thaleri (Dankittipakul & Schwendinger, 2009)

## Publication originale
- Dankittipakul, Jocqué & Singtripop, 2012 : Systematics and biogeography of the spider genus Mallinella Strand, 1906, with descriptions of new species and new genera from southeast Asia (Araneae, Zodariidae). Zootaxa, no 3369, p. 1-327.